# Bubble Bobble Evolution
Bubble Bobble Evolution è un videogioco della serie Bubble Bobble per il sistema PSP. In Giappone è noto come Bubble Bobble: Magical Tower Daisakusen!!.

## Trama
Bub e Bob, i due protagonisti della serie, sono stati intrappolati in una versione in costume dei draghi delle bolle (contrariamente a quanto visto nei precedenti capitoli dove i due sono sempre stati rappresentati direttamente come draghi delle bolle) ed entrambi sono stati separati e portati nelle due Torri dell'Intrattenimento. Bub e Bob devono attraversare le torri mentre sconfiggono i vari nemici al loro interno.

## Modalità di gioco
I livelli del gioco vengono presentati in una struttura cilindrica e sono presenti degli enigmi, che possono essere risolti attraverso l'attivazione di determinati interruttori e lo spostamento di alcuni oggetti; gli enigmi devono essere completati per progredire nel corso del gioco.

## Accoglienza
| Testata                                 | Giudizio |
| --------------------------------------- | -------- |
| Metacritic (media al 29 settembre 2020) | 47/100   |
| GameRankings (media al 9 dicembre 2019) | 47.00%   |
| GameSpot                                | 4.6/10   |
| IGN                                     | 4.3/10   |

Bubble Bobble Evolution ha ricevuto recensioni negative dalla critica al momento della pubblicazione. Su Metacritic, il gioco ha un punteggio di 47/100 sulla base di 5 recensioni, indicando recensioni generalmente sfavorevoli.